# Seznam obcí v departementu Corrèze

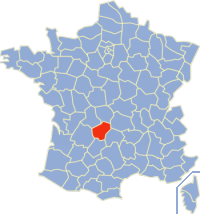
Corrèze

Toto je seznam obcí v departementu Corrèze ve Francii, jichž je celkem 286:
| INSEE | PSČ   | Obec                            |
| ----- | ----- | ------------------------------- |
| 19001 | 19260 | Affieux                         |
| 19002 | 19200 | Aix                             |
| 19003 | 19190 | Albignac                        |
| 19004 | 19380 | Albussac                        |
| 19005 | 19240 | Allassac                        |
| 19006 | 19200 | Alleyrat                        |
| 19007 | 19120 | Altillac                        |
| 19008 | 19250 | Ambrugeat                       |
| 19009 | 19000 | Les Angles-sur-Corrèze          |
| 19010 | 19400 | Argentat                        |
| 19011 | 19230 | Arnac-Pompadour                 |
| 19012 | 19120 | Astaillac                       |
| 19013 | 19190 | Aubazine                        |
| 19014 | 19220 | Auriac                          |
| 19015 | 19310 | Ayen                            |
| 19016 | 19800 | Bar                             |
| 19017 | 19430 | Bassignac-le-Bas                |
| 19018 | 19220 | Bassignac-le-Haut               |
| 19019 | 19120 | Beaulieu-sur-Dordogne           |
| 19020 | 19390 | Beaumont                        |
| 19021 | 19290 | Bellechassagne                  |
| 19022 | 19510 | Benayes                         |
| 19023 | 19190 | Beynat                          |
| 19024 | 19230 | Beyssac                         |
| 19025 | 19230 | Beyssenac                       |
| 19026 | 19120 | Billac                          |
| 19027 | 19170 | Bonnefond                       |
| 19028 | 19110 | Bort-les-Orgues                 |
| 19029 | 19500 | Branceilles                     |
| 19030 | 19310 | Brignac-la-Plaine               |
| 19031 | 19100 | Brive-la-Gaillarde              |
| 19032 | 19120 | Brivezac                        |
| 19033 | 19170 | Bugeat                          |
| 19034 | 19430 | Camps-Saint-Mathurin-Léobazel   |
| 19035 | 19350 | Chabrignac                      |
| 19036 | 19370 | Chamberet                       |
| 19037 | 19450 | Chamboulive                     |
| 19038 | 19330 | Chameyrat                       |
| 19039 | 19320 | Champagnac-la-Noaille           |
| 19040 | 19320 | Champagnac-la-Prune             |
| 19041 | 19150 | Chanac-les-Mines                |
| 19042 | 19330 | Chanteix                        |
| 19043 | 19360 | La Chapelle-aux-Brocs           |
| 19044 | 19120 | La Chapelle-aux-Saints          |
| 19045 | 19430 | La Chapelle-Saint-Géraud        |
| 19046 | 19300 | Chapelle-Spinasse               |
| 19047 | 19600 | Chartrier-Ferrière              |
| 19048 | 19190 | Le Chastang                     |
| 19049 | 19600 | Chasteaux                       |
| 19050 | 19500 | Chauffour-sur-Vell              |
| 19051 | 19390 | Chaumeil                        |
| 19052 | 19290 | Chavanac                        |
| 19053 | 19200 | Chaveroche                      |
| 19054 | 19120 | Chenailler-Mascheix             |
| 19055 | 19160 | Chirac-Bellevue                 |
| 19056 | 19320 | Clergoux                        |
| 19057 | 19500 | Collonges-la-Rouge              |
| 19058 | 19250 | Combressol                      |
| 19059 | 19350 | Concèze                         |
| 19060 | 19140 | Condat-sur-Ganaveix             |
| 19167 | 19200 | Confolent-Port-Dieu             |
| 19061 | 19150 | Cornil                          |
| 19062 | 19800 | Corrèze                         |
| 19063 | 19360 | Cosnac                          |
| 19064 | 19340 | Couffy-sur-Sarsonne             |
| 19065 | 19340 | Courteix                        |
| 19066 | 19520 | Cublac                          |
| 19067 | 19500 | Curemonte                       |
| 19068 | 19360 | Dampniat                        |
| 19069 | 19220 | Darazac                         |
| 19070 | 19300 | Darnets                         |
| 19071 | 19250 | Davignac                        |
| 19072 | 19270 | Donzenac                        |
| 19073 | 19300 | Égletons                        |
| 19074 | 19170 | L'Église-aux-Bois               |
| 19075 | 19150 | Espagnac                        |
| 19076 | 19140 | Espartignac                     |
| 19077 | 19600 | Estivals                        |
| 19078 | 19410 | Estivaux                        |
| 19079 | 19140 | Eyburie                         |
| 19080 | 19340 | Eygurande                       |
| 19081 | 19800 | Eyrein                          |
| 19082 | 19330 | Favars                          |
| 19083 | 19340 | Feyt                            |
| 19084 | 19380 | Forgès                          |
| 19085 | 19800 | Gimel-les-Cascades              |
| 19086 | 19430 | Goulles                         |
| 19087 | 19170 | Gourdon-Murat                   |
| 19088 | 19300 | Grandsaigne                     |
| 19089 | 19320 | Gros-Chastang                   |
| 19090 | 19320 | Gumont                          |
| 19091 | 19400 | Hautefage                       |
| 19092 | 19300 | Le Jardin                       |
| 19093 | 19500 | Jugeals-Nazareth                |
| 19094 | 19350 | Juillac                         |
| 19095 | 19170 | Lacelle                         |
| 19096 | 19150 | Ladignac-sur-Rondelles          |
| 19097 | 19320 | Lafage-sur-Sombre               |
| 19098 | 19150 | Lagarde-Enval                   |
| 19099 | 19500 | Lagleygeolle                    |
| 19100 | 19700 | Lagraulière                     |
| 19101 | 19150 | Laguenne                        |
| 19102 | 19160 | Lamazière-Basse                 |
| 19103 | 19340 | Lamazière-Haute                 |
| 19104 | 19510 | Lamongerie                      |
| 19105 | 19190 | Lanteuil                        |
| 19106 | 19550 | Lapleau                         |
| 19107 | 19600 | Larche                          |
| 19108 | 19340 | Laroche-près-Feyt               |
| 19109 | 19130 | Lascaux                         |
| 19110 | 19160 | Latronche                       |
| 19111 | 19550 | Laval-sur-Luzège                |
| 19112 | 19170 | Lestards                        |
| 19113 | 19160 | Liginiac                        |
| 19114 | 19200 | Lignareix                       |
| 19115 | 19500 | Ligneyrac                       |
| 19116 | 19120 | Liourdres                       |
| 19117 | 19600 | Lissac-sur-Couze                |
| 19118 | 19470 | Le Lonzac                       |
| 19119 | 19500 | Lostanges                       |
| 19120 | 19310 | Louignac                        |
| 19121 | 19210 | Lubersac                        |
| 19122 | 19470 | Madranges                       |
| 19123 | 19360 | Malemort-sur-Corrèze            |
| 19124 | 19520 | Mansac                          |
| 19125 | 19320 | Marcillac-la-Croisille          |
| 19126 | 19500 | Marcillac-la-Croze              |
| 19127 | 19150 | Marc-la-Tour                    |
| 19128 | 19200 | Margerides                      |
| 19129 | 19510 | Masseret                        |
| 19130 | 19250 | Maussac                         |
| 19131 | 19510 | Meilhards                       |
| 19132 | 19190 | Ménoire                         |
| 19133 | 19430 | Mercœur                         |
| 19134 | 19340 | Merlines                        |
| 19135 | 19200 | Mestes                          |
| 19136 | 19250 | Meymac                          |
| 19137 | 19800 | Meyrignac-l'Église              |
| 19138 | 19500 | Meyssac                         |
| 19139 | 19290 | Millevaches                     |
| 19140 | 19400 | Monceaux-sur-Dordogne           |
| 19141 | 19340 | Monestier-Merlines              |
| 19142 | 19110 | Monestier-Port-Dieu             |
| 19143 | 19300 | Montaignac-Saint-Hippolyte      |
| 19144 | 19210 | Montgibaud                      |
| 19145 | 19300 | Moustier-Ventadour              |
| 19146 | 19460 | Naves                           |
| 19147 | 19600 | Nespouls                        |
| 19148 | 19160 | Neuvic                          |
| 19149 | 19380 | Neuville                        |
| 19150 | 19500 | Noailhac                        |
| 19151 | 19600 | Noailles                        |
| 19152 | 19120 | Nonards                         |
| 19153 | 19130 | Objat                           |
| 19154 | 19410 | Orgnac-sur-Vézère               |
| 19155 | 19390 | Orliac-de-Bar                   |
| 19156 | 19190 | Palazinges                      |
| 19157 | 19160 | Palisse                         |
| 19158 | 19150 | Pandrignes                      |
| 19159 | 19300 | Péret-Bel-Air                   |
| 19160 | 19170 | Pérols-sur-Vézère               |
| 19161 | 19310 | Perpezac-le-Blanc               |
| 19162 | 19410 | Perpezac-le-Noir                |
| 19163 | 19190 | Le Pescher                      |
| 19164 | 19290 | Peyrelevade                     |
| 19165 | 19260 | Peyrissac                       |
| 19166 | 19450 | Pierrefitte                     |
| 19168 | 19170 | Pradines                        |
| 19169 | 19120 | Puy-d'Arnac                     |
| 19170 | 19120 | Queyssac-les-Vignes             |
| 19171 | 19430 | Reygade                         |
| 19172 | 19260 | Rilhac-Treignac                 |
| 19173 | 19220 | Rilhac-Xaintrie                 |
| 19174 | 19320 | La Roche-Canillac               |
| 19175 | 19160 | Roche-le-Peyroux                |
| 19176 | 19300 | Rosiers-d'Égletons              |
| 19177 | 19350 | Rosiers-de-Juillac              |
| 19178 | 19270 | Sadroc                          |
| 19179 | 19500 | Saillac                         |
| 19180 | 19200 | Saint-Angel                     |
| 19181 | 19390 | Saint-Augustin                  |
| 19182 | 19130 | Saint-Aulaire                   |
| 19183 | 19320 | Saint-Bazile-de-la-Roche        |
| 19184 | 19500 | Saint-Bazile-de-Meyssac         |
| 19185 | 19150 | Saint-Bonnet-Avalouze           |
| 19186 | 19380 | Saint-Bonnet-Elvert             |
| 19187 | 19130 | Saint-Bonnet-la-Rivière         |
| 19188 | 19410 | Saint-Bonnet-l'Enfantier        |
| 19189 | 19430 | Saint-Bonnet-les-Tours-de-Merle |
| 19190 | 19200 | Saint-Bonnet-près-Bort          |
| 19191 | 19600 | Saint-Cernin-de-Larche          |
| 19192 | 19380 | Saint-Chamant                   |
| 19193 | 19220 | Saint-Cirgues-la-Loutre         |
| 19194 | 19700 | Saint-Clément                   |
| 19195 | 19130 | Saint-Cyprien                   |
| 19196 | 19130 | Saint-Cyr-la-Roche              |
| 19202 | 19270 | Sainte-Féréole                  |
| 19203 | 19490 | Sainte-Fortunade                |
| 19198 | 19210 | Saint-Éloy-les-Tuileries        |
| 19219 | 19160 | Sainte-Marie-Lapanouze          |
| 19199 | 19200 | Saint-Étienne-aux-Clos          |
| 19200 | 19160 | Saint-Étienne-la-Geneste        |
| 19201 | 19200 | Saint-Exupéry-les-Roches        |
| 19204 | 19200 | Saint-Fréjoux                   |
| 19205 | 19220 | Saint-Geniez-ô-Merle            |
| 19206 | 19290 | Saint-Germain-Lavolps           |
| 19207 | 19330 | Saint-Germain-les-Vergnes       |
| 19208 | 19550 | Saint-Hilaire-Foissac           |
| 19209 | 19170 | Saint-Hilaire-les-Courbes       |
| 19210 | 19160 | Saint-Hilaire-Luc               |
| 19211 | 19560 | Saint-Hilaire-Peyroux           |
| 19212 | 19400 | Saint-Hilaire-Taurieux          |
| 19213 | 19700 | Saint-Jal                       |
| 19214 | 19220 | Saint-Julien-aux-Bois           |
| 19215 | 19430 | Saint-Julien-le-Pèlerin         |
| 19216 | 19210 | Saint-Julien-le-Vendômois       |
| 19217 | 19500 | Saint-Julien-Maumont            |
| 19218 | 19110 | Saint-Julien-près-Bort          |
| 19220 | 19150 | Saint-Martial-de-Gimel          |
| 19221 | 19400 | Saint-Martial-Entraygues        |
| 19222 | 19320 | Saint-Martin-la-Méanne          |
| 19223 | 19210 | Saint-Martin-Sepert             |
| 19225 | 19320 | Saint-Merd-de-Lapleau           |
| 19226 | 19170 | Saint-Merd-les-Oussines         |
| 19227 | 19330 | Saint-Mexant                    |
| 19228 | 19160 | Saint-Pantaléon-de-Lapleau      |
| 19229 | 19600 | Saint-Pantaléon-de-Larche       |
| 19230 | 19210 | Saint-Pardoux-Corbier           |
| 19231 | 19320 | Saint-Pardoux-la-Croisille      |
| 19232 | 19200 | Saint-Pardoux-le-Neuf           |
| 19233 | 19200 | Saint-Pardoux-le-Vieux          |
| 19234 | 19270 | Saint-Pardoux-l'Ortigier        |
| 19235 | 19150 | Saint-Paul                      |
| 19236 | 19800 | Saint-Priest-de-Gimel           |
| 19237 | 19220 | Saint-Privat                    |
| 19238 | 19290 | Saint-Rémy                      |
| 19239 | 19310 | Saint-Robert                    |
| 19240 | 19700 | Saint-Salvadour                 |
| 19241 | 19290 | Saint-Setiers                   |
| 19242 | 19130 | Saint-Solve                     |
| 19243 | 19230 | Saint-Sornin-Lavolps            |
| 19244 | 19250 | Saint-Sulpice-les-Bois          |
| 19245 | 19380 | Saint-Sylvain                   |
| 19246 | 19240 | Saint-Viance                    |
| 19247 | 19200 | Saint-Victour                   |
| 19248 | 19140 | Saint-Ybard                     |
| 19249 | 19300 | Saint-Yrieix-le-Déjalat         |
| 19250 | 19510 | Salon-la-Tour                   |
| 19251 | 19800 | Sarran                          |
| 19252 | 19110 | Sarroux                         |
| 19253 | 19310 | Segonzac                        |
| 19254 | 19230 | Ségur-le-Château                |
| 19255 | 19700 | Seilhac                         |
| 19256 | 19160 | Sérandon                        |
| 19257 | 19190 | Sérilhac                        |
| 19258 | 19220 | Servières-le-Château            |
| 19259 | 19430 | Sexcles                         |
| 19260 | 19120 | Sioniac                         |
| 19261 | 19290 | Sornac                          |
| 19262 | 19370 | Soudaine-Lavinadière            |
| 19263 | 19300 | Soudeilles                      |
| 19264 | 19550 | Soursac                         |
| 19265 | 19170 | Tarnac                          |
| 19266 | 19200 | Thalamy                         |
| 19268 | 19170 | Toy-Viam                        |
| 19269 | 19260 | Treignac                        |
| 19270 | 19230 | Troche                          |
| 19271 | 19120 | Tudeils                         |
| 19272 | 19000 | Tulle                           |
| 19273 | 19500 | Turenne                         |
| 19274 | 19270 | Ussac                           |
| 19275 | 19200 | Ussel                           |
| 19276 | 19140 | Uzerche                         |
| 19277 | 19200 | Valiergues                      |
| 19278 | 19240 | Varetz                          |
| 19279 | 19130 | Vars-sur-Roseix                 |
| 19280 | 19120 | Végennes                        |
| 19281 | 19260 | Veix                            |
| 19282 | 19360 | Venarsal                        |
| 19283 | 19200 | Veyrières                       |
| 19284 | 19170 | Viam                            |
| 19285 | 19410 | Vigeois                         |
| 19286 | 19130 | Vignols                         |
| 19287 | 19800 | Vitrac-sur-Montane              |
| 19288 | 19130 | Voutezac                        |
| 19289 | 19310 | Yssandon                        |